# Aeropuerto de Roboré
Aeropuerto de Roboré (IATA: RBO, OACI: SLRB) es un aeropuerto público/militar conjunto que sirve a Roboré, una ciudad en el Departamento de Santa Cruz de Bolivia.
La pista está entre el lado oeste de la ciudad y el cuartel militar Cuartel de Roboré. Hay un terreno elevado al norte y una montaña al noreste.
La baliza no direccional Robore (Ident: OBO ) se encuentra en el campo.